# 弱測定
量子力学において弱測定（じゃくそくてい、弱い測定、英: weak measurement）とは、量子状態の重ね合わせを壊さずにその状態（可観測量）を測定する観測手段である。1988年にヤキール・アハラノフ、デイヴィッド・Z・アルバート、レフ・ヴァイドマンらによって提唱された。
弱測定により、ある量子状態についてその始状態と終状態とを特定することで、量子状態の弱値（弱い測定値、英: weak value）を得ることが出来る。弱値は、負の粒子数、負の確率といった通常の測定ではありえない値もとりうるが、これは通常と逆の物理的性質を持っているものと解釈されている。

## アイデア
一般的に、量子状態の重ね合わせにある物理系を観測してその状態を測定しようとすると、重ね合わせが壊れてしまう。その壊れの程度は、観測によって得られた情報量の2乗に比例するので、得られる情報量を極限まで減らした測定を行えば、重ね合わせにある量子状態そのものを壊すことなく知ることができる。
一回の測定で得られる情報量も微小であるが、前後の状態を特定したうえで繰り返し測定することで、誤差を減らすことができる。

## 手順
1. 対象となる複数の物理系に普通の（弱測定でない）測定を行い、特定の始状態にあるものを選び、量子実験を開始する。
2. 実験中に弱測定を行い、重ね合わせ状態の測定結果を記録する。
3. 実験終了後に普通の（弱測定でない）測定を行い、特定の終状態にあるものを選ぶ。
4. 3で選ばれた対象について2の記録を平均することで、特定の始状態と終状態を選んだ場合の弱値が得られる。

1.のプロセスを事前選択という。量子力学のもっとも基本的な普通の測定を射影測定といい、射影公理によって状態が指定できる。一方の2.のプロセスでは対象となる物理系を測るための「測定器」に相当する系を設定し、物理系の情報が測定器にうつるようになんらかの相互作用を与える。この相互作用が十分強い場合、測定器の値が変化するため、測定器の値を見ることで物理系の状態を峻別できるが、相互作用が弱い場合、つまり、測定器の持つ「誤差」（この場合、波束の幅でそれを表現する）に対して小さい範囲でしか値を変化させられない場合が2.の手順における弱測定である。
ところで最初に与えた状態が、2.で測定しようとしている物理量が複数の値を取りうる「重ね合わせ状態」だった場合、測定器の波動関数で見て、中心の値がほとんどずれていない二つの波動関数の重ね合わせ状態に焼きなおされる。「弱値」が著しく大きな値を取りうるミソはこの部分である。すなわち、二つの波動関数が強く干渉するようにして重ね合わされているということである。
3.で物理系に対して再度射影測定を行う。これを「事後選択」という。事後選択で選ばれた状態のみ平均化する計算をすると一次近似として弱値に比例するようなシフトを見ることができる。のちに見るように弱値は本来とりうる測定量より大きい場合や小さい場合があるが、それは事後選択をすることによって、測定器の振れが大きい信号を選択的に取り出すことができることを示唆している。また、複素数値を取る点についてはどの物理量のシフトを見るかによって実部か虚部かを選ぶことができることに留意したい。具体的には同じ波動関数を位置の波動関数として見るか運動量の波動関数として見るかの任意性があるように、非可換な別の物理量で波動関数で見たときに、2.の弱測定の操作および3.の事後選択によってどのようにシフトするかを見るとき、ある物理量（例えば運動量）では弱値の実部を、別な物理量（例えば位置）では弱値の虚部を見るといったことができる。

## 計算による導出
弱測定の計算は以上の「手順」を踏まえて行う。まず1.で述べた初期状態の用意だが射影測定なので適当な純粋状態である。これを{\displaystyle |i\rangle }と記述する。2.では先に述べたように「測定器」を取り付け、測定器と系が相互作用するというステップを記述することになる。これに対して測定器を{\displaystyle |\psi \rangle }と記述し、相互作用する前の、「測定器を取り付け」た状態をこれらのテンソル積{\displaystyle |i\rangle \otimes |\psi \rangle }と記述する。
このような状態に対して、相互作用を与える。相互作用は量子力学的な状態を別の量子力学的な状態へ変質させるのでそのようなものの中から適当なものを考えなくてはならない。
まず、量子力学はもとのヒルベルト空間のテンソル積空間を状態空間と考えるため、テンソル積空間上の演算子である。また、通常は時間発展はユニタリー演算子である。したがって、テンソル積空間上のユニタリー演算子から探すのが普通であり、これまで行われてきた実験モデルも含め、基本的には「ノイマン型」すなわち
{\displaystyle e^{-ig{\hat {A}}\otimes {\hat {Q}}}}
を選ぶ。ここでgは実定数で{\displaystyle {\hat {A}}}は{\displaystyle |i\rangle }のいるヒルベルト空間、および{\displaystyle {\hat {Q}}}は{\displaystyle |\psi \rangle }のいるヒルベルト空間上で作用するエルミート演算子である。
このノイマン型測定演算子が作用した後の状態すなわち{\displaystyle e^{-ig{\hat {A}}\otimes {\hat {Q}}}|i\rangle \otimes |\psi \rangle }が2.の測定後の状態である。このような状態は演算子のテンソル積および指数の定義から
{\displaystyle \sum _{k=0}^{\infty }{\frac {(-ig)^{k}}{k!}}({\hat {A}}^{k}|i\rangle )\otimes ({\hat {Q}}^{k}|\psi \rangle )}
である。
このあと、3.を施す。3.は事後選択であり、事後選択は「物理系を終了状態{\displaystyle |f\rangle }に射影するが測定器は何もしない」というモチベーションから{\displaystyle |f\rangle \langle f|\otimes id} なる演算子で記述したいが、実際には「射影公理」に対応して正規化係数が前に現れる点には注意したい。その部分については後ほど調整する。いずれにせよ物理系を射影し、測定器は何もしない演算子をほどこすことで
{\displaystyle (|f\rangle \langle f|\otimes id)\left(\sum _{k=0}^{\infty }{\frac {(-ig)^{k}}{k!}}({\hat {A}}^{k}|i\rangle )\otimes ({\hat {Q}}^{k}|\psi \rangle )\right)}
{\displaystyle =|f\rangle \otimes \left(\sum _{k=0}^{\infty }{\frac {(-ig)^{k}}{k!}}\langle f|{\hat {A}}^{k}|i\rangle \cdot ({\hat {Q}}^{k}|\psi \rangle )\right)=:|f\rangle \otimes |\psi '\rangle }
このようにして作った状態に対して定義された{\displaystyle |\psi '\rangle }を用いて適当な物理量の期待値を計算することになる。

## 弱値の定義と性質
弱値はあらゆる物理量{\displaystyle {\hat {A}}}にたいして、始状態{\displaystyle |i\rangle }および終状態{\displaystyle |f\rangle }によって決まる複素数値で具体的には
{\displaystyle A_{\mathrm {w} }={\frac {\langle f|{\hat {A}}|i\rangle }{\langle f|i\rangle }}}
によって与えられる。この数値は{\displaystyle |i\rangle =|f\rangle }を満たす時には通常の量子論での{\displaystyle {\hat {A}}}の期待値と同じであるから、期待値にある種の一般化をしていると考えることができる。しかし、通常の期待値と違って{\displaystyle {\hat {A}}}の最大固有値などでバウンドされず、しかも{\displaystyle {\hat {A}}}がエルミートであるにもかかわらず実数になるとは限らない。具体的には例えば
{\displaystyle {\hat {A}}=|1\rangle \langle 1|-|-1\rangle \langle -1|}
{\displaystyle |i\rangle ={\sqrt {\frac {2}{3}}}|1\rangle +i{\sqrt {\frac {1}{3}}}|-1\rangle }
{\displaystyle |f\rangle =i{\sqrt {\frac {2}{3}}}e^{i\phi }|1\rangle +{\sqrt {\frac {1}{3}}}e^{-i\phi }|-1\rangle }
と選ぶとき
{\displaystyle A_{\mathrm {w} }={\frac {-i{\frac {2}{3}}e^{-i\phi }-i{\frac {1}{3}}e^{i\phi }}{-i{\frac {2}{3}}e^{-i\phi }+i{\frac {1}{3}}e^{i\phi }}}={\frac {2e^{-i\phi }+e^{i\phi }}{2e^{-i\phi }-e^{i\phi }}}={\frac {3\cos {\phi }-i\sin {\phi }}{\cos {\phi }-i3\sin {\phi }}}={\frac {3+i8\sin {\phi }}{1+8\sin ^{2}{\phi }}}}
となり、実部と虚部が共に現れることが確かめられるほか、ここで{\displaystyle \phi ={\frac {\pi }{8}}}を選ぶことで
{\displaystyle \mathrm {Re} A_{\mathrm {w} }={\frac {3}{5-2{\sqrt {2}}}}>1}
および
{\displaystyle \mathrm {Im} A_{\mathrm {w} }={\frac {4{\sqrt {2-{\sqrt {2}}}}}{5-2{\sqrt {2}}}}=1.40979...>1}
となる。このような性質を用いてシグナルの振れ幅を大きくすることで信号を増幅する「弱値増幅」と呼ばれる手法にも一部で注目があり、すでにHostenらの実験など、実証も行われている。

## 議論
弱測定の概念は観測問題と時間の流れの考察から考え出された。ヤキール・アハラノフは過去から現在までと、未来から現在までとを記述する二つの波動関数により量子力学を記述しなおすことで、量子的な重ね合わせに物理的な実在性を持たせようとした。弱測定はこの実在性を観測する手段である。アハラノフはこれを宇宙全体に一般化し、宇宙の始状態と終状態によりただ一つの宇宙が選択され実現していると考えた。これは宇宙が量子的な重ね合わせ状態にあり、実現可能性がある無数の宇宙が並行して存在すると考える、多世界解釈による宇宙観と対立する考えである。
弱測定の概念はまだ成熟されたものではないが、実験による実証が可能であり、専門家に受け入れられつつある。一方で、アハラノフの宇宙観は広く受け入れられてはいない。